# American Idiot
American Idiot sedmi je studijski album američkog punk rock sastava Green Day. Čitav album dobio je ime po pjesmi "American Idiot" koja kritizira stanje u SAD-u i izruguje se ovisnosti društva o medijima.

## Popis pjesama
Sve pjesme napisali su Billie Joe Armstrong (tekst) i Green Day (glazbu), osim koje su naznačene.
1. "American Idiot" – 2:54
2. "Jesus of Suburbia" – 9:08
  - I. "Jesus of Suburbia" – 1:50
  - II. "City of the Damned" – 1:51
  - III. "I Don't Care" – 1:31
  - IV. "Dearly Beloved" – 1:09
  - V. "Tales of Another Broken Home" – 2:38
3. "Holiday" – 3:52
4. "Boulevard of Broken Dreams" – 4:20
5. "Are We the Waiting" – 2:43
6. "St. Jimmy" – 2:55
7. "Give Me Novacaine" – 3:25
8. "She's a Rebel" – 2:00
9. "Extraordinary Girl" – 3:33
10. "Letterbomb" – 4:06
11. "Wake Me Up When September Ends" – 4:45
12. "Homecoming" – 9:18
  - I. "The Death of St. Jimmy"
  - II. "East 12th St."
  - III. "Nobody Likes You" (Mike Dirnt/Green Day)
  - IV. "Rock and Roll Girlfriend" (Tré Cool/Green Day)
  - V. "We're Coming Home Again"
13. "Whatsername" – 4:12

### B-Strana (Bonus)
1. "I Fought the Law"
2. "Favorite Son"
3. "Shoplifter"
4. "Governator"
5. "Too Much Too Soon"

## Popis izvođača
- Billie Joe Armstrong – Vokal, Gitara
- Mike Dirnt – Bas gitara, Prateći vokali, Prvi vokal u skladbi "Nobody Likes You"
- Tré Cool – Bubnjevi, Udaraljke, Prateći vokali, Prvi vokal u skladbi "Rock and Roll Girlfriend"

### Ostali izvođači
- Jason White – Prva gitara u svim pjesmama
- Jason Freese – saksofon
- Rob Cavallo – klavir
- Kathleen Hanna – gost pjevač u skladbi "Letterbomb"
- Chris Lord-Alge – mix
- Satin Manchario – zvuk
- Lindsay Cavallo/Freeman-Smith – klavijature i prateći vokali u svim skladbama

## Singlovi
| 2004. | "American Idiot"                 | 1  | 5  | 3  | 18 | 7  | 1 | 7  | 28 |    |
| 2004. | "Boulevard of Broken Dreams"     | 1  | 1  | 5  | 2  | 5  | 1 | 5  | 13 | 19 |
| 2005. | "Holiday"                        | 1  | 1  | 11 | 25 | 13 | 1 | 24 | 50 |    |
| 2005. | "Wake Me Up When September Ends" | 2  | 12 | 8  | 21 | 10 | 1 | 13 | 22 |    |
| 2005. | "Jesus of Suburbia"              | 27 |    | 17 | 26 |    | 1 | 26 | 82 |    |